# Jörgen Stenberg

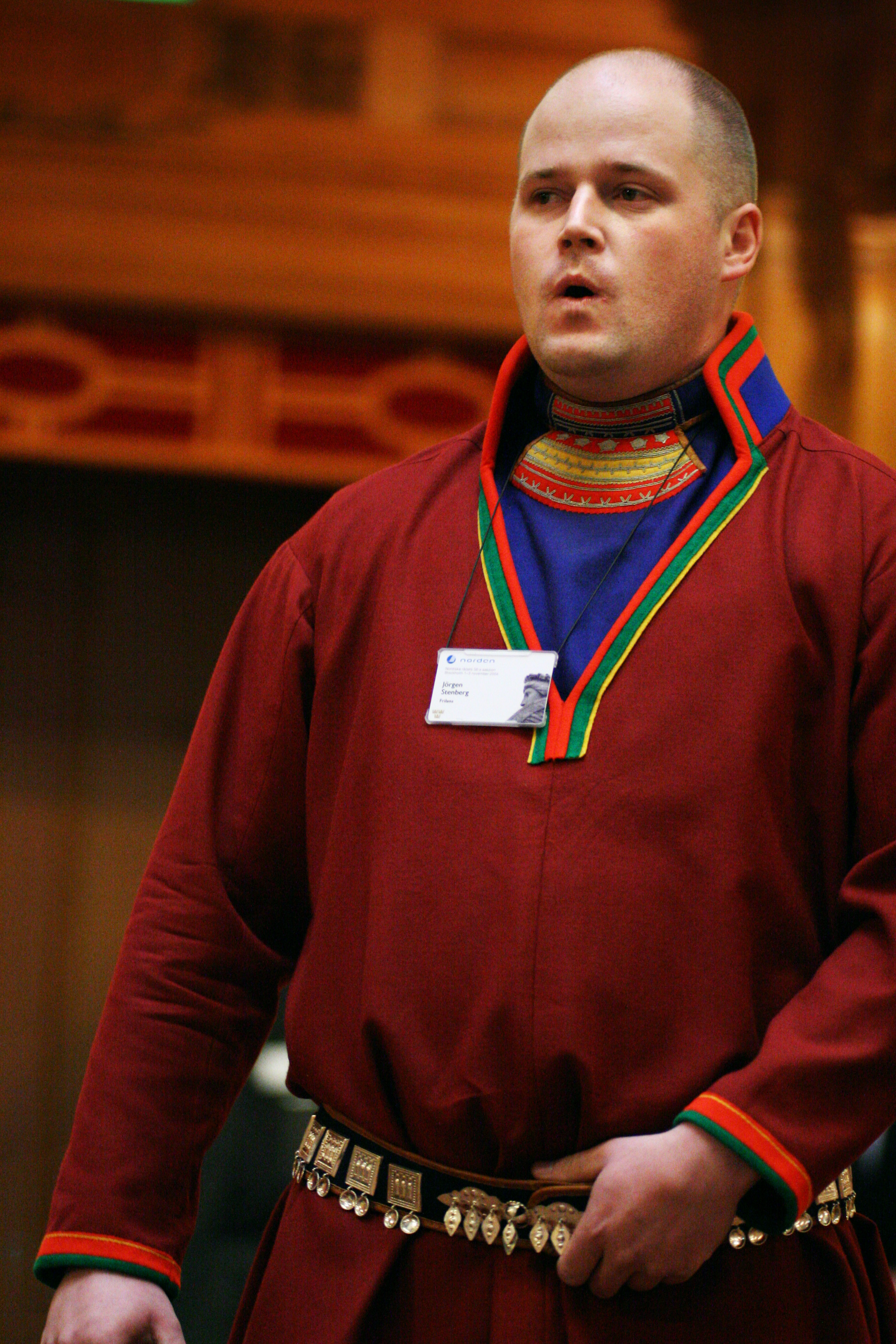
Jörgent Senberg jojkar vid öppnande av Nordiska rådets session i Stockholm 2004

Jörgen Stenberg, född 1972 i Malå, är en umesamisk jojkare, kulturarbetare, muntlig berättare och renskötare verksam inom Malå Sameby, som han även under två perioder varit ordförande för. 

## Biografi
1992 var Jörgen Stenberg, i egenskap av den samiska ungdomsorganisationen Sáminuorras dåvarande ordförande ansvarig för ett antal protestaktioner mot införseln av den fria småviltsjakten i den svenska fjällvärlden  Dessa kulminerade i en uppmärksammad hungerstrejk utanför Kirunas Stadshus i augusti 1993,där Stenberg deltog, tillsammans med Lennart Pittja, Josef Pittja och Nils Tomas Labba.
Jörgen Stenberg är en av få verksamma umesamiska jojkare, och 1995 var han en av de allra första samer från Sverige som deltog i den samiska melodifestivalen Sámi Grand Prix. Han vann tävlingen 2014, och kom på en fjärde plats när han deltog på nytt under våren 2021. 2013 tilldelades Jörgen Stenberg Såhkies, Umeå Sameförenings, hederspris för sina insatser för den umesamiska jojken. Prissumman donerade han sedan till den samiska ungdomskören Vaajmoe.
2013 släppte Stenberg sitt första album Vuöllieh.
Under 2013-2014 ledde han även den samiska barnkören Mánáj Vuölie som deltog vid invigningen av det Europeiska Kulturhuvstadsåret i Umeå 2014. Samma år var han även mentor för det samiska jojkprojektet Russuoh Vuölieb, tillsammans med de samiska jojkarna Cecilia Persson, Ulla Pirttijärvi, Biret Álehttá Mienna och Frode Fjellheim.
Stenberg medverkar även som jojkare i den samiska spelfilmen Sameblod från 2017, regisserad av den samiska filmregissören och manusförfattaren Amanda Kernell.
2022 vann han joikdelen av Sámi Grand Prix för andra gången med joiken Skilgget
2024 är han med i Snödrömmar.

## Diskografi
Soloalbum
- 2013: Vuöllieh (egen utgivning)

Medverkar på
- 2005: Davvi Jienat - Northern Voices
- 2013: Sámi Grand Prix 2013
- 2016: Sámi Grand Prix 2014 & 2015
- 2021: Sámi Grand Prix 2021
- 2022: Sámi Grand Prix 2022